# Xenosmilus
Xenosmilus é um gênero extinto de Machairodontinae, ou felino com dentes de sabre. Dois espécimes bastante intactas foram encontrados por amadores caçadores de fósseis em 1983 (1981 por algumas fontes) nas minas de calcário Haile em Alachua County, Flórida. Em 1994, os fósseis foram examinados, e decidiu-se que os felinos eram de um gênero totalmente novo. Os fósseis eram de Irvingtonian (1,8 a 0,3 mA). Atualmente, há apenas uma espécie conhecida, X. hodsonae. 
Fisicamente, o felino, media entre 1,7-1,8 m (5,6-5,9 pés) de comprimento com um corpo muito musculoso e pesava cerca de 230-400 kg (510-880 libras). Apenas Smilodon era visivelmente maior entre os felinos de dentes de sabre. Antes de sua descoberta, todos os conhecidos tigres dente de sabre cairam em duas categorias gerais. Felinos com dentes de sabre, tinha longos caninos superiores e pernas robustas. Felinos dentes caninos de cimitarra tinha apenas levemente alongados, e pernas longas. Xenosmilus quebrou esses agrupamentos por possuir duas robustas pernas musculosas e corpo, e curtos amplos caninos superiores. Encontrado ao lado dos dois esqueletos foram dezenas de ossos das de queixadas. Parece provável, com suas construções musculares, que X. hodsonae, caçou queixadas.